# Coccocarpia gallaicoi
Coccocarpia gallaicoi är en lavart som beskrevs av Lücking, Chaves & Umaña. Coccocarpia gallaicoi ingår i släktet Coccocarpia och familjen Coccocarpiaceae.   Inga underarter finns listade i Catalogue of Life.